# Lachtan galapážský
Lachtan galapážský (Arctocephalus galapagoensis) je druh mořského savce z čeledi lachtanovitých. Je endemitem Ekvádoru – Galapágy a ostrov Isla de la Plata. V důsledku oteplování oceánu se v roce 2010 objevila kolonie lachtanů galapážských také u peruánského pobřeží.

## Vzhled
Je nejmenším druhem lachtana: samci dosahují délky okolo 150 cm a váhy okolo 64 kg, samice bývají dlouhé okolo 120 cm a váží asi 28 kg. Srst má šedohnědé zbarvení.

## Rozmnožování
Období rozmnožování trvá od května do ledna. Dominantní samec má harém čítající okolo dvaceti samic. Březost trvá 216 dní. Mláďata mají porodní váhu tří až čtyři kilogramy, pohlavně dospívají v pátém roce. Lachtani se dožívají asi dvaceti let.

## Potrava
Ze všech lachtanů tráví největší podíl času na souši, na moře se vydává jen do vzdálenosti do 15 km od pobřeží. Živí se převážně rybami a měkkýši, za nimiž se potápí do hloubky až 150 metrů. Kvůli ubývání sardinek se lachtani zaměřili na nové druhy, především tuňáky.

## Ohrožení
Lachtan galapážský patří mezi ohrožené taxony, jeho populace se odhahuje na patnáct tisíc kusů. Byl často loven pro svoji kožešinu, ekvádorská vláda vydala v roce 1934 zákaz lovu a v roce 1959 došlo k vyhlášení národního parku. V osmdesátých letech zdecimoval populaci lachtanů klimatický jev El Niño, jemuž podlehlo množství mláďat.